# Arthonia punctella
Arthonia punctella är en svampart som beskrevs av Nyl. ingår i släktet Arthonia,  och familjen Arthoniaceae.  Arten är reproducerande i Sverige. Inga underarter finns listade.